# Mitrasacme setosa
Mitrasacme setosa är en tvåhjärtbladig växtart som beskrevs av Henry Fletcher Hance. Mitrasacme setosa ingår i släktet Mitrasacme och familjen Loganiaceae. Inga underarter finns listade i Catalogue of Life.